# Chiesa di Santo Spirito (Merano)
La chiesa di Santo Spirito (in tedesco Spitalkirche zum Heiligen Geist) è uno dei principali luoghi di culto cattolici della città di Merano.

## Storia
Originariamente all'esterno delle mura della città, fu fondata nel 1271 da Mainardo II insieme all'annesso ospedale. Nel 1419, a causa di un'alluvione del Kummersee, fu gravemente danneggiata, ma risulta attestata nel 1428 quale spytal an Meran e venne ricostruita nel 1483 per volontà dell'arciduca Sigismondo d'Asburgo ad opera dell'architetto Hans Stettheimer di Burghausen. Nel 1905 con la costruzione del nuovo ospedale dalla città, perse la sua originale funzione di assistenza ai malati, e ciò che rimaneva dell'ospedale fu abbattuto nel 1939 e sostituito da altri edifici.

## Struttura
La chiesa di Santo Spirito, rappresenta uno dei più importanti esempi di gotico tedesco della zona: ha pianta quasi quadrata con un coro a dieci lati che occupa tutte e tre le navate. L'esterno è decorato da eleganti contrafforti sia sulla facciata che sui lati. Il portale d'ingresso principale, gemino, presenta ricche decorazioni, tra cui nel timpano un gruppo raffigurante la trinità risalente al 1440 circa. Sopra il portale insiste un rosone con vetri dipinti del 1495, a sua volta sovrastato da un piccolo campanile pensile.
Sul lato meridionale della chiesa si trova un affresco della crocifissione risalente al 1450 ed opera di Ambrosius Gander, autore anche degli affreschi della chiesa di San Giacomo a Kastelaz vicino Termeno. L'affresco fu rinvenuto durante un restauro nel 1964 ed è in ottimo stato di conservazione.

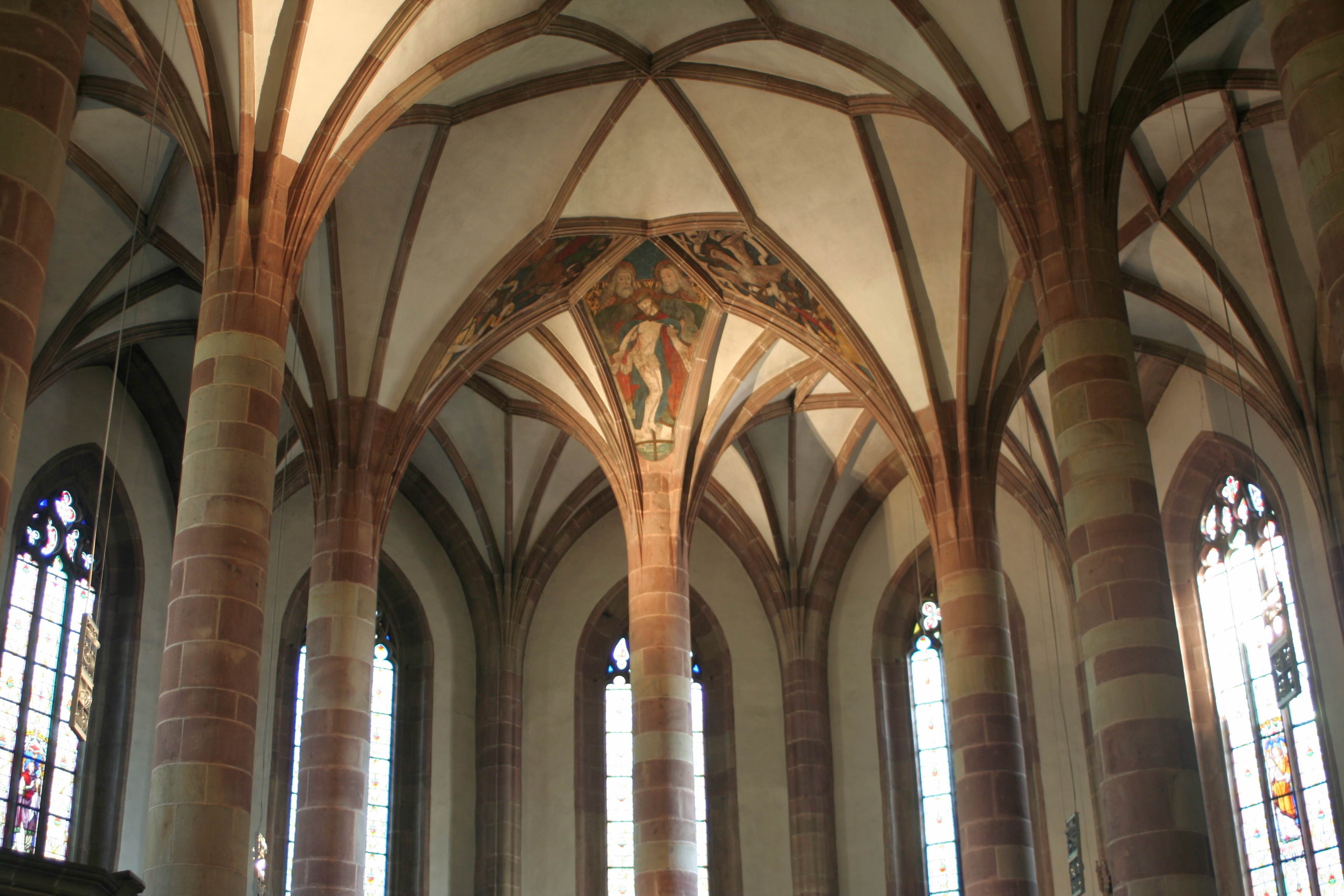
L'interno della chiesa

L'interno è suddiviso in tre navate da nove pilastri cilindrici dai quali si dipartono dei costoloni che vanno a formare nelle volte un effetto a ragnatela sul soffitto bianco. Le navate laterali continuano dietro all'altare costituendo un ambulacro che gira intorno a un pilastro centrale.
Nella navata di sinistra è conservato un crocifisso della prima metà del '300 proveniente da San Lorenzo di Sebato e un altare neogotico del 1874, opera di Franz Pendl, e costruito riutilizzando dei bassorilievi provenienti da una chiesa dei dintorni, forse Parcines. Risalgono al 1524 e sono opera di Jörg Lederer.
Nel presbiterio sono presenti varie statue lignee di differenti artisti tra un cui una raffigurante Santo Stefano e originariamente appartenente alla parrocchiale di Villandro, probabilmente opera di Hans Matscher.
Su tre spicchi della volta del presbiterio, proprio sopra l'altare, è presente l'affresco di un'insolita Trinità, risalente al XV, in cui il corpo di Cristo piegato è sorretto dal Padre e dallo Spirito Santo.
Notevole è l'organo barocco della chiesa.